# Atys (król Lidii)
Atys – król Maeonii, syn Manesa, ojciec Lydusa, od którego imienia Meonia nazwana została Lidią. Herodot w swych Dziejach wspomina Tyrrenosa, drugiego syna Atysa.

Za króla Atysa syna Manesowego, wielki w całej Lydyi powstał głód, Lydowie długi czas znosili go w nędzy, lecz potem, gdy nie ustawał, zaczęli szukać środków i każdy coś innego wymyślał. (...) Gdy atoli złe nie ustępowało, lecz owszem jeszcze bardziej dokuczało, wtedy król na dwie części wszystkich Lydów podzielił przeznaczając przez los jedne do pozostania, drugą do wyjścia z kraju. Nad tą częścią, której rozkazano pozostać na miejscu, król dalej panował, odchodzącej zaś dal za naczelnika syna swego, nazwiskiem Tyrrena. Ci ostatni udali się do Smyrny i tu postarali się o łodzie, na które włożywszy wszystko, co im mogło przydać się do żeglugi, odpłynęli na szukanie żywności i ziemi, aż wiele narodów opłynąwszy, zawinęli do Ombrików, gdzie zbudowali miasta i dotąd zamieszkują. Nazwisko Lydów przemienili podług miana syna królewskiego, który im na wyprawie przewodniczył i przezwali się Tyrrenami.